# Ґлінка-Духовна
Ґлінка-Духовна (пол. Glinka Duchowna, нім. Geistlich Glinke) — село в Польщі, у гміні Костшин Познанського повіту Великопольського воєводства.
Населення — 358 осіб (2011).
У 1975-1998 роках село належало до Познанського воєводства.

## Демографія
Демографічна структура станом на 31 березня 2011 року:
|          | Загалом | Допрацездатний вік | Працездатний вік | Постпрацездатний вік |
| -------- | ------- | ------------------ | ---------------- | -------------------- |
| Чоловіки | 178     | 41                 | 130              | 7                    |
| Жінки    | 180     | 47                 | 108              | 25                   |
| Разом    | 358     | 88                 | 238              | 32                   |